# 阿里奧伊達克 (亞利桑那州)
阿里奧伊達克（英語：Ali Oidak）是位於美國亞利桑那州皮馬縣的一個非建制地區。該地的面積和人口皆未知。

## 地理
阿里奧伊達克的座標為31°54′09″N 111°46′49″W / 31.90250°N 111.78028°W，而該地的平均海拔高度為556米（即1824英尺）。